# Хіґасікава

43°41′56″ пн. ш. 142°30′36″ сх. д. / 43.69889° пн. ш. 142.51000° сх. д.
Хіґасіка́ва (яп. 東川町, ひがしかわちょう, МФА: [çigaɕi̥kawa t͡ɕoː]) — містечко в Японії, в повіті Камікава округу Камікава префектури Хоккайдо. Станом на 1 жовтня 2008 року площа містечка становила 247,06 км². Станом на 31 березня 2017 населення містечка становило 8126 осіб.